# Harada Naomasa
Harada Naomasa est un nom japonais traditionnel ; le nom de famille (ou le nom d'école), Harada, précède donc le prénom (ou le nom d'artiste).
Harada Naomasa (原田 直政, ?-30 mai 1576) est un samouraï vassal du clan Oda. Il est aussi appelé Kurozaemon (九郎左衛門) et désigné par le titre de Bitchu no kami (備中守). Son nom de famille est d'abord Ban (塙) mais, en 1575, il reçoit le nom d'un clan respecté, « Harada », qu'il s'approprie.
Il commence sa carrière comme membre des forces de l'élite royale et gardes du corps d'Oda Nobunaga. Après 1568, lorsque ce dernier entre à Kyoto pour en devenir le dirigeant de facto, Naomasa s'occupe des documents et est chargé de l'organisation de cérémonies. En juin 1574, il est à la tête de la province de Yamashiro et gagne la province de Yamato huit mois plus tard. Jusqu'à ce point, il passe pour un bureaucrate efficace.
En 1574, Naomasa prend part à des actions militaires et, en 1575, il rejoint les sièges de Nagashima, répression d'une rébellion des groupes Ikkō-ikki dans la province d'Echizen.
En mai 1576, Naomasa participe à la campagne contre le Hongan-ji d'Ishiyama à Osaka en compagnie d'Akechi Mitsuhide, Araki Murashige et Hosokawa Fujitaka. Membre de l'armée principale de cette campagne, il  prend part au siège du Mitsu-ji mais est surpris par les troupes du Hongan-ji et perd la vie dans le chaos qui s'ensuit.

## Source de la traduction
- (en) Cet article est partiellement ou en totalité issu de l’article de Wikipédia en anglais intitulé « Harada Naomasa » (voir la liste des auteurs).